# 베놈: 라스트 댄스
《베놈: 라스트 댄스》(영어: Venom: The Last Dance)는 2024년에 개봉한 미국의 슈퍼히어로 영화이다. 《베놈》과 《베놈 2: 렛 데어 비 카니지》의 후속편으로, 1편과 2편의 각본을 맡았던 켈리 마셀의 감독 데뷔작이다.

## 줄거리
영화 "베놈: 라스트 댄스"는 멕시코의 한 술집에서 술에 취한 에디 브록과 베놈이 닥터 스트레인지의 마법으로 인해 다른 차원에서 원래 세계로 돌아오면서 시작된다. 카니지와의 전투 후 도망자 신세인 에디는 패트릭 멀리건 살해 용의자로 지목되고, 누명을 벗기 위해 뉴욕으로 향한다.
한편, '제노페이지'라는 외계 생명체가 에디와 베놈을 추적하기 시작한다. 이는 지구에 떨어진 다른 심비오트들을 연구하는 정부 조직 '임페리움'의 주목을 받게 되고, 책임자인 렉스 스트릭랜드는 베놈을 잡으려 한다. 죽은 줄 알았던 멀리건은 다른 심비오트와 결합한 채 포획되어 임페리움에서 심문 받는다.
베놈은 제노페이지가 심비오트 창조주 '널'을 부활시키기 위한 '코덱스'를 찾고 있음을 밝힌다. 에디와 베놈은 과거 베놈으로 인해 부활한 적이 있어 코덱스를 보유하고 있으며, 제노페이지는 이를 감지하고 추격한다. 스트릭랜드와 제노페이지의 공격을 피해 도망치던 에디는 외계인 신봉자 가족을 만나 도움을 받는다. 멀리건은 스트릭랜드에게 코덱스를 파괴하려면 에디나 베놈이 죽어야 함을 알린다.
라스베이거스에서 다시 한번 제노페이지의 습격을 받은 에디와 베놈은 스트릭랜드에게 잡혀 '에어리어 51'로 이송된다. 그곳에서 에디는 멀리건과 재회하고, 베놈은 풀려나 에디와 재결합한다. 하지만 제노페이지가 기지를 습격하고 멀리건은 전투 중 사망한다. 베놈은 기지에 있던 다른 심비오트들을 풀어주고, 그들은 과학자들과 다른 인물들과 결합하여 제노페이지에 맞선다. 
널은 코덱스를 발견했다는 신호를 받고 더 많은 제노페이지를 지구로 보낸다. 베놈은 코덱스를 파괴하고 세상을 구하기 위해 제노페이지와 융합한 후 스스로 산성 탱크에 뛰어들어 희생한다. 스트릭랜드는 폭탄을 터뜨리고, 테디는 폭발에서 새디를 구하기 위해 심비오트와 결합한다. 에디는 병원에서 깨어나 정부로부터 누명을 벗지만, 베놈을 잃은 슬픔에 잠긴다.
영화는 베놈의 희생으로 널이 자유로워졌음을 암시하며 마무리된다. 추가 영상에서는 에디가 뉴욕에 도착해 베놈을 추억하는 모습과, 에어리어 51 잔해에서 베놈 심비오트 샘플이 담긴 바이알과 바퀴벌레가 발견되는 장면이 나온다.

## 출연
- 톰 하디 - 에디 브록 / 베놈 역
- 추이텔 에지오포 - 렉스 스트릭랜드 역
- 주노 템플 - 테디 페인 / 에고니 역
- 리스 이반스 - 마틴 문 역
- 페기 루 - 첸 역
- 얼라나 우바크 - 노바 문 역
- 스티븐 그레이엄 - 패트릭 멀리건 / 녹색 심비오트 역
- 클라크 배코 - 래셔 / 세이디 크리스마스 역
- 크리스토 페르난데스 - 바텐더 역
- 앤디 서키스 - 널 역
- 대시 맥클라우드 - 리프 문 역
- 할라 핀리 - 에코 문 역
- 잭 브래디 - 짐 / 페이지 역